# Breckenridge (Missouri)
Pour les articles homonymes, voir Breckenridge.
Breckenridge est une ville du comté de Caldwell, dans le Missouri, aux États-Unis,. Située au nord-est du comté, elle est fondée en 1856 et incorporé en 1865.

## Démographie
Lors du recensement de 2010, la ville comptait une population de 383 habitants. Elle est estimée, en 2016, à 357 habitants.